# Зорин, Павел Миронович
Па́вел Миро́нович Зо́рин (13 [26] августа 1913, Зорины, Вятская губерния — 15 августа 2001, Кирово-Чепецк, Кировская область) — полный кавалер ордена Славы, младший сержант, командир расчёта 120-мм миномёта 1232-го стрелкового полка (370-я стрелковая дивизия, 3-я ударная армия, 2-й Прибалтийский фронт).

## Биография
П. М. Зорин родился 13 (26) августа 1913 года в деревне Зорины (ныне — в Кирово-Чепецком районе Кировской области) в семье крестьянина. По национальности русский. Окончил четыре класса. В 1935—1938 годах проходил действительную службу в Красной Армии, после чего вернулся на родину и работал бригадиром-полеводом в колхозе «Красная заря».
В июне 1941 года был вновь призван в Красную Армию, с июля — на фронте. Боевой путь начал разведчиком-наблюдателем в артиллерии. К началу 1944 года командовал расчётом 120-мм миномёта. Участвовал в боях за освобождение Прибалтики, Польши.
Вступил в ВКП(б) в 1944 году.
В бою 12—13 января 1944 года у деревни Подречье (ныне Пустошкинский район Псковской области) расчёт под командованием Зорина из миномёта поразил два наблюдательных пункта, противотанковое орудие, миномёт, 2 пулемёта и до 20 солдат противника, за что приказом от 28 февраля был награждён орденом Славы 3-й степени.
21 июля 1944 младший сержант Зорин на подручных средствах переправил миномёт с боезапасом через реку Западный Буг в 26 км восточнее города Хелм (Польша). В бою на плацдарме, оставшись один из расчёта, подавил 2 пулемётные точки и уничтожил до 10 солдат противника. 29—30 июля поддерживал огнём форсирование реки Висла (в 2—3 км севернее города Казимеж-Дольны. Приказом по войскам от 8 октября был награждён орденом Славы 2-й степени.
27—28 апреля 1945 года в боях за населённые пункты Зельхов и Шверин (5—7 км юго-западнее города Шторков (Германия) со своим расчётом подавил миномётным огнём батарею и миномёт, уничтожил 2 огневые точки и до 20 солдат противника.
После демобилизации в ноябре 1945 года П. М. Зорин вернулся на родину.
Указом Президиума Верховного Совета СССР от 15 мая 1946 за образцовое выполнение заданий командования старшина Зорин был награждён орденом Славы 1-й степени.
Жил в городе Кирово-Чепецке. До выхода на пенсию работал плотником. Скончался 15 августа 2001, похоронен на кладбище с. Бурмакино Кирово-Чепецкого района Кировской области.

## Награды
- орден Славы 1-й (15.5.1946), 2-й (8.10.1944) и 3-й (28.2.1944) степеней
- медаль «За отвагу» (11.5.1945)
- орден Отечественной войны I степени (6.4.1985)[2].